# Савчук, Степан Варфоломеевич
Степан Варфоломеевич Савчук (13.8.1915 — 21.8.1985) — командир сабельного эскадрона 27-го гвардейского Краснознамённого кавалерийского полка 7-й гвардейской Житомирской Краснознамённой кавалерийской дивизии 1-го гвардейского кавалерийского корпуса 1-го Украинского фронта, гвардии старший лейтенант. Герой Советского Союза.

## Биография
Родился 13 августа 1915 года в селе Глиновцы Андрушевского района Житомирской области в крестьянской семье. Украинец. Член КПСС с 1940 года. В 1929 году окончил 5 классов сельской школы. Работал в Червонском свеклосовхозе рабочим.
В ноябре 1936 года призван в ряды Красной Армии. В 1939 году окончил курсы младших лейтенантов. В боях Великой Отечественной войны с апреля 1942 года. Воевал на Западном, Центральном и 1-м Украинском фронтах. Был трижды ранен.
В первые годы войны С. В. Савчук командовал зенитно-пулемётным эскадроном. В ноябре 1943 года, после освобождения Киева, кавалерийский корпус обходил Житомир с севера. Изучив обстановку, С. В. Савчук решил огнём одного взвода отвлечь внимание гитлеровцев, а сам с двумя другими выскочил на высотку. Позиция оказалась удачной. Отсюда огнём восьми пулемётов С. В. Савчук подавил огневые точки врага. Наши войска могли продвигаться дальше.
Под Тетеревкой было уничтожено 3 бронетранспортёра, 2 автомашины, много солдат и офицеров врага. В этом бою гвардии старший лейтенант Савчук был тяжело ранен. В свой полк С. В. Савчук вернулся только в мае 1944 года. Здесь он принял командование сабельным эскадроном.
В одном из боёв у реки Сан в августе 1944 года командир полка приказал старшему лейтенанту С. В. Савчуку вплавь преодолеть реку и атаковать гитлеровцев. Эта задача была блестяще выполнена. Отлично справился С. В. Савчук и с другой боевой задачей — в глубине обороны противника захватить населённый пункт Дубецкое, удержать его и перерезать пути отхода врагу. Конники нанесли противнику существенный урон, уничтожили до сотни гитлеровских солдат и офицеров, разгромили штаб части и захватили штабную машину с документами.
22 января 1945 года его эскадрон шёл в передовом отряде полка. При подходе к населённому пункту Шейвизе услышали ожесточенную перестрелку. Вскоре начальник головной походной заставы доложил, что встретил подготовленную оборону и прорвать её с ходу не смог. Захваченный в плен немецкий ефрейтор показал, что в Шейвизе обороняется не менее батальона. Подразделение противника имеет артиллерию и много пулемётов. Командир эскадрона понял, что в лоб фашистский гарнизон не возьмёшь. Тогда он приказал одному взводу наступать прямо и втянуть противника в бой. Другой взвод должен был обойти Шейвизе справа и ударить гитлеровцам в тыл. При этом производить как можно больше шума, вести интенсивный огонь из всех видов оружия. Рассредоточиться, себя не показывать, пусть фашисты думают, что наступает большая воинская часть. Сам же С. В. Савчук с одним взводом решил идти по заболоченной лощине, откуда фашисты не ждали нападения, и, как только в бой втянутся два взвода, нанести удар по противнику слева. Как и рассчитывал командир эскадрона, вовлечённые в бой гитлеровцы ослабили внимание к своему правому флангу и кавалеристов заметили только тогда, когда те развертывались для атаки. Лавиной налетел С. В. Савчук со своими конниками, смял вражескую оборону, ворвался в населённый пункт и в короткой, но ожесточенной схватке клинками и огнём автоматов уничтожил гарнизон, захватил два орудия, более двадцати исправных автомашин и мотоциклов, много оружия и боеприпасов. Путь подошедшему полку был свободен.
В конце января — начале февраля 1945 года ожесточённые бои развернулись при форсировании реки Одер и на её левом берегу. И в этих боях старший лейтенант С. В. Савчук показал пример мужества, беззаветной храбрости и отваги. Форсируя под сильным артиллерийско-миномётным и пулемётным огнём Одер, его эскадрон первым вышел на вражеский берег и, увлекаемый идущим впереди командиром, вступил в бой с превосходящими силами гитлеровцев. Спешенные кавалеристы захватили плацдарм и закрепились на нём. Удар за ударом обрушивали фашисты на эскадрон С. В. Савчука. Но не дрогнули советские воины. Нелегко было эскадрону. Росли потери, кончались боеприпасы, ранен командир. Дав себя наскоро перевязать, старший лейтенант С. В. Савчук вновь ринулся в самую гущу боя, появлялся там, где было наиболее трудно, словом и личным примером воодушевлял солдат. Вот бойцы услышали его громкий голос; поднявшись во весь рост, он бросился в атаку на вклинившегося в боевые порядки эскадрона противника. И враг опрокинут, бежит обратно. Шесть контратак отбили отважные кавалеристы и удержали плацдарм, дав возможность остальным подразделениям полка форсировать Одер. Несмотря на ранение, С. В. Савчук продолжал командовать эскадроном в дальнейших боях за расширение плацдарма.
Указом Президиума Верховного Совета СССР от 27 июня 1945 года за беспримерное мужество, смелость и отвагу, проявленные во многих боях, и в частности при форсировании Одера, захват и удержание плацдарма, умелое руководство эскадроном в сложной обстановке гвардии старшему лейтенанту Степану Варфоломеевичу Савчуку присвоено звание Героя Советского Союза с вручением ордена Ленина и медали «Золотая Звезда».
С 1946 года капитан С. В. Савчук в запасе. Работал председателем сельпо в селе Высокое Черняховского района Житомирской области. Жил в Житомире. Скончался 21 августа 1985 года. Похоронен в селе Глиновцы.
Награждён орденом Ленина, двумя орденами Красного Знамени, орденами Отечественной войны 2-й степени, Красной Звезды, медалями.
В селе Глиновцы именем Героя названа школа.